# دينو برافو
دينو برافو (بالإنجليزية: Dino Bravo)‏ (و. 1948 – 1993 م) هو مصارع محترف كندي، ولد في إيطاليا، توفي في لافال، عن عمر يناهز 45 عاماً.
.

## وصلات خارجية
- دينو برافو على موقع IMDb (الإنجليزية)
- دينو برافو على موقع قاعدة بيانات الفيلم (الإنجليزية)
- دينو برافو على موقع WrestlingData.com (الإنجليزية)
- دينو برافو على موقع CageMatch worker (الإنجليزية)
- دينو برافو على موقع قاعدة بيانات المصارعة على الإنترنت (الإنجليزية)
- دينو برافو على موقع عالم المصارعة على الإنترنت (الإنجليزية)
- دينو برافو على موقع عالم المصارعة على الإنترنت (الإنجليزية)

- دينو برافو في قاعدة بيانات الأفلام على الإنترنت